# Трофобиоз

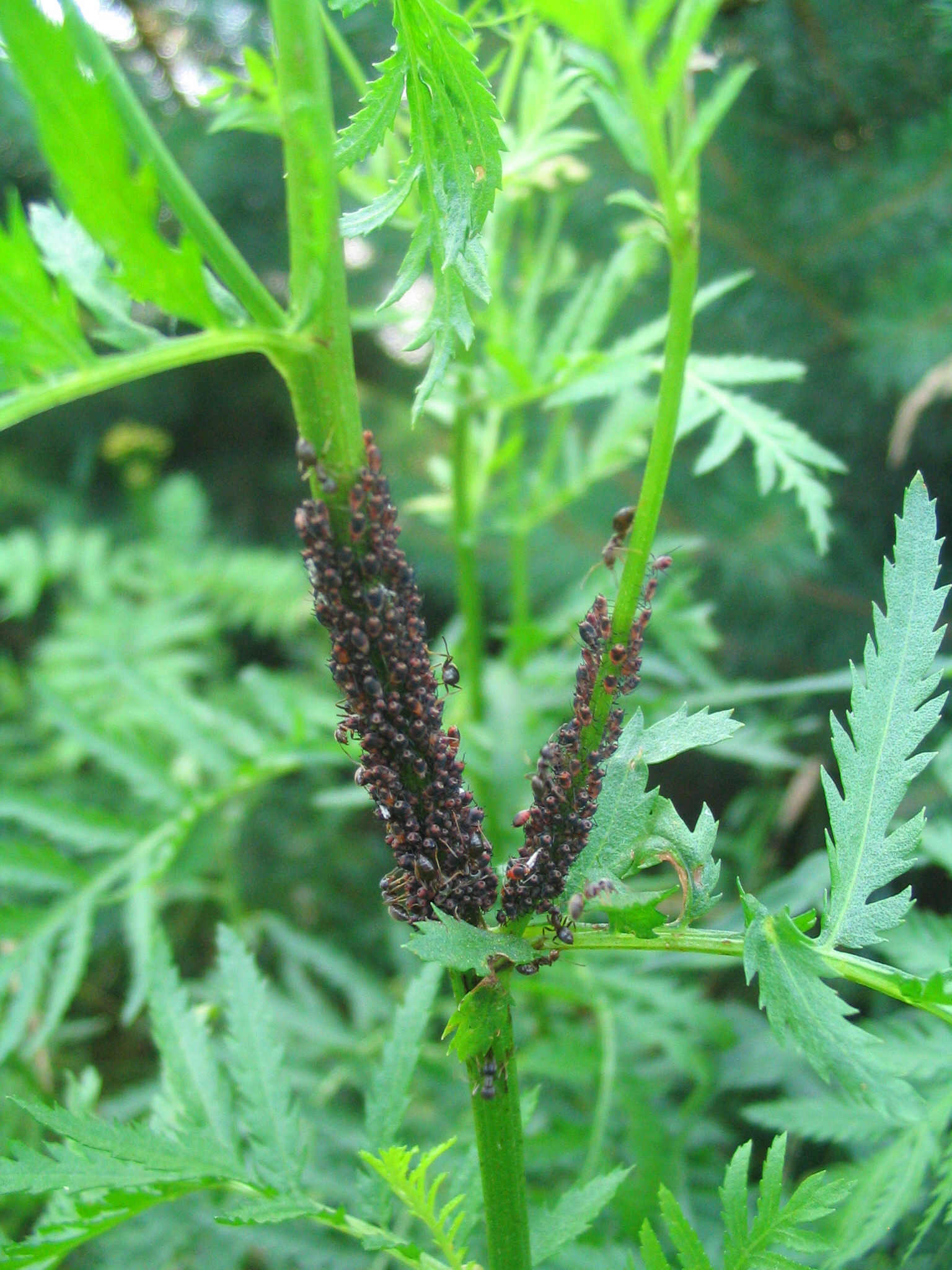
Муравьи, охраняющее колонию тлей

Трофобио́з — форма симбиоза, при котором один организм получает питательные вещества от другого (трофобионта), не нанося ему вреда. Подразумевает наличие взаимовыгодных отношений. Классический пример трофобиоза — тли и собирающие падь муравьи. Поставщик пищи в ассоциации именуется трофобионтом.

## Этимология
Название происходит от древнегреческого слова τροφη (trophē), что означает «питание», и -βίωσις (-biosis), что является сокращением от английского слова «симбиоз» (symbiosis).

## Трофобиоз с муравьями
В трофобиотические отношения с муравьями вступают, главным образом, представители «равнокрылых» насекомых (Homoptera) из подотрядов Sternorrhyncha (червецы, щитовки, тли, листоблошки) и Auchenorrhyncha (цикады, цикадки, горбатки). Также известны формы трофобиоза муравьёв с гусеницами некоторых бабочек (Lycaenidae, Riodinidae) и с некоторыми клопами (Coreidae, Pentatomidae, Plataspidae).

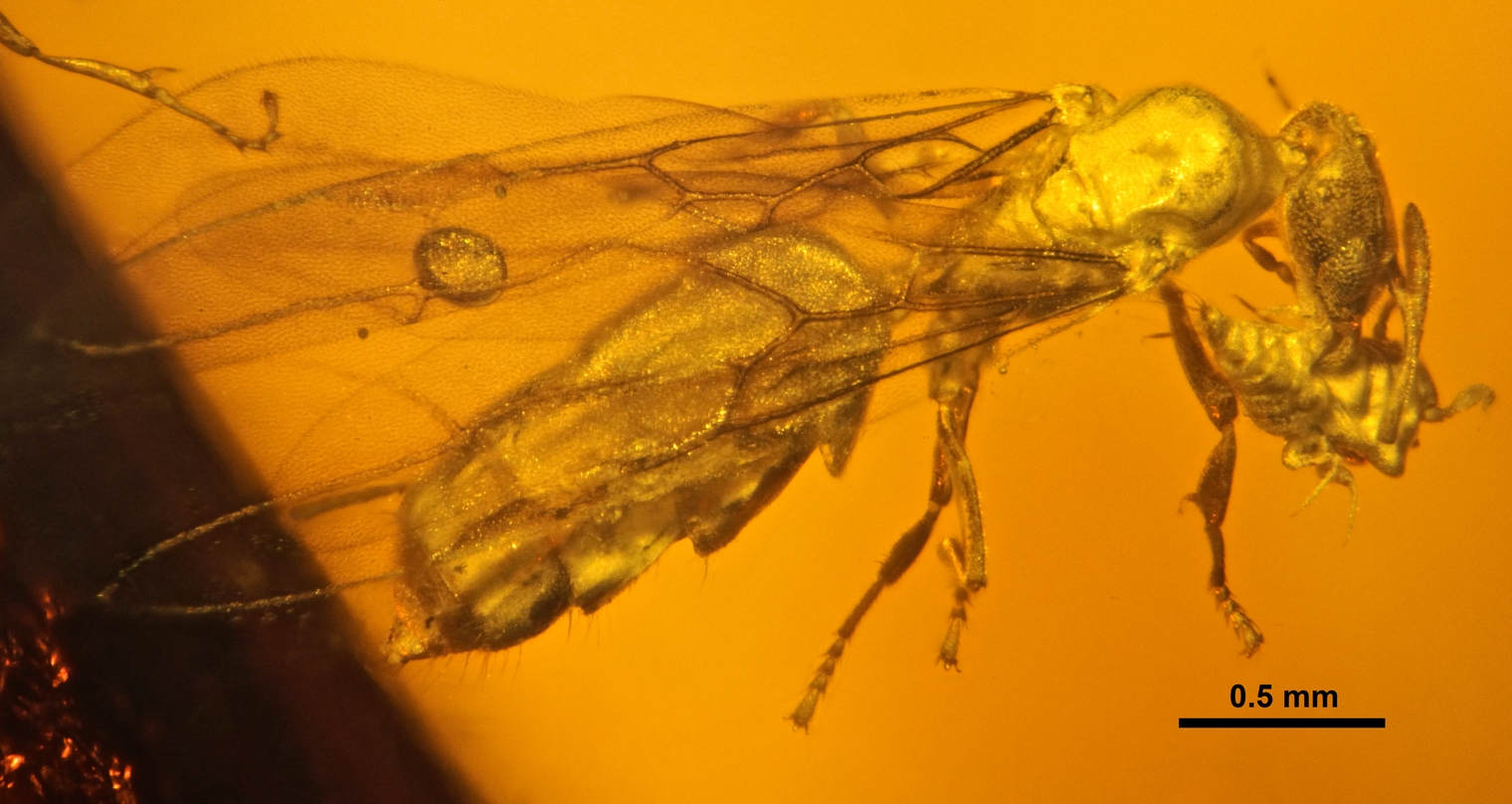
Муравей Acropyga, держащий в челюстях червеца Electromyrmococcus (доминиканский янтарь)

Трофобиоз червецов и щитовок с муравьями возник, как минимум 15—20 млн лет назад. Такой возраст имеет найденная в миоценовом доминиканском янтаре крылатая матка муравья Acropyga вместе с мучнистым червецом Electromyrmococcus.
Некоторые трофобионты, например, равнокрылые насекомые из семейств Cercopidae, Cixiidae, Issidae, Delphacidae и Tettigometridae, живут внутри муравейников.
Со стороны муравьёв в трофобиозе участвуют в основном представители наиболее эволюционно продвинутых и разнообразных подсемейств Dolichoderinae, Formicinae и Myrmicinae, а также некоторые виды подсемейств Pseudomyrmecinae и Ponerinae.